# Larca boulderica
Espèce
Larca boulderica est une espèce de pseudoscorpions de la famille des Larcidae.

## Distribution
Cette espèce est endémique du Colorado aux États-Unis. Elle se rencontre dans le comté de Boulder à Boulder dans la grotte Mallory Cave.

## Description

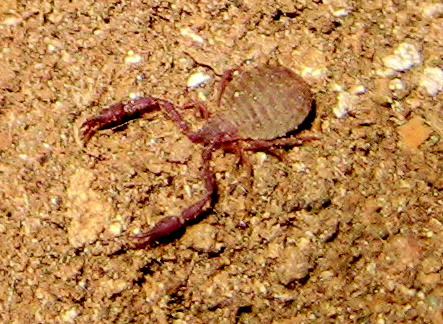
Larca boulderica

Le mâle holotype mesure 2,37 mm et la femelle paratype 2,51 mm, les mâles mesurent de 2,25 à 2,37 mm et les femelles de 2,51 à 2,74 mm

## Systématique et taxinomie
Cette espèce a été décrite par Harvey et Steinmann en 2024.

## Étymologie
Son nom d'espèce lui a été donné en référence au lieu de sa découverte, le comté de Boulder.

## Publication originale
(juin 2024).
- Harvey & Steinmann, 2024 : « A new troglomorphic species of Larca (Pseudoscorpiones, Larcidae) from Colorado. » ZooKeys, vol. 1198, p. 279–294 (texte intégral).